# 18 Months
18 Months — третий студийный альбом шотландского диджея и музыкального продюсера Кельвина Харриса. Пластинка вышла 26 октября 2012 года на музыкальном лейбле Columbia Records, синглами с неё стали композиции «Bounce», «Feel So Close», «Let’s Go», «We'll Be Coming Back», «Sweet Nothing», «Drinking from the Bottle», «I Need Your Love», и «Thinking About You». Все восемь синглов вместе с «We Found Love» (совместная работа с певицей Рианна), вошли в десятку самых продаваемых синглов в Великобритании по данным UK Singles Chart. Таким образом 18 Months установил мировой рекорд, став первым альбомом, восемь синглов с которого попали в британский топ-10. Обложка альбома была представлена 13 сентября 2012 года в твиттере Харриса.

## Синглы
«Bounce», записанная с американской R&B певицей Kelis, вышла в качестве первого сингла 10 июня 2011 года. Песня достигла второго места в Великобритании первого в Шотландии, а также шестого в Ирландии и седьмого в Австралии.
Второй сингл «Feel So Close» был выпущен 19 августа 2011 года, и достигнул второго места в Великобритании и Ирландии, первого в Шотландии и седьмого в Австралии. Песня стала первым сольным синглом Харриса, попавшим в американский Billboard Hot 100, где достигла двенадцатого места.
«Let’s Go», записанная совместно с американским R&B-певцом Ne-Yo, вышла в формате третьего сингла 30 марта 2012 года. Композиция стала второй в Великобритании и Шотландии, шестой в Ирландии и семнадцатой в Австралии и США. «Let’s Go» использовалась в рекламе Pepsi Max.
«We'll Be Coming Back», записанный совместно с английским электронщиком Example, был выпущен 27 июля 2012 года как четвёртый сингл. Песня достигла второго места в Великобритании, первого места в Ирландии и Шотландии, и восьмого в Австралии.
«Sweet Nothing», записанная с английской певицей Флоренс Уэлч, стала пятым синглом 12 октября 2012 года. Песня возглавила чарты Великобритании и Ирландии, тем самым став вторым возглавившим чарты совместным творением Харриса и Уэлч, как и первым покорившим британский чарт синглом с альбома 18 Months. ІВ Австралии и Новой Зеландии песня стала второй в местных чартах. В США композиция достигла десятого места в Billboard Hot 100.
«Drinking from the Bottle» был выпущен шестым синглом 27 января 2013 года. Песня достигла пятого места в Великобритании и девятого в Ирландии.
«I Need Your Love», записанная совместно с английской певицей Элли Голдинг, была выпущена 12 апреля 2013 года как седьмой сингл с пластинки. Трек стал четвёртым в Великобритании и шестым в Ирландии, а в Австралии, Австрии, Финляндии и Швеции он попал в местные топ-5. Когда «I Need Your Love» попал в пятёрку британского чарта в апреле 2013, Харрис стал первым артистом, выпустившим восемь хитов первой десятки Англии и Ирландии в одном студийном альбоме, (в том числе был сингл We Found Love, достигший первой позиции британско-ирландского чарта). Таким образом был побит рекорд, ранее установленный Майклом Джексоном.
«Thinking About You», записанная вместе с Айей Марар, выпущенная 4 августа 2013 года в качестве восьмого и последнего сингла с альбома 18 Months.
Совместная песня Харриса и Ники Ромеро «Iron», хотя и не стала официальным синглом, была выпущена на Beatport 10 сентября 2012 года лейблом Protocol Recordings.

## Реакция критиков
| Совокупная оценка    | Совокупная оценка                                                        |
| Источник             | Оценка                                                                   |
| -------------------- | ------------------------------------------------------------------------ |
| Metacritic           | 57/100                                                                   |
| Оценки критиков      |                                                                          |
| Источник             | Оценка                                                                   |
| AllMusic             | 3 из 5 звёзд · 3 из 5 звёзд · 3 из 5 звёзд · 3 из 5 звёзд · 3 из 5 звёзд |
| The A.V. Club        | C+                                                                       |
| Entertainment Weekly | C+                                                                       |
| The Guardian         | 2 из 5 звёзд · 2 из 5 звёзд · 2 из 5 звёзд · 2 из 5 звёзд · 2 из 5 звёзд |
| The Independent      | 3 из 5 звёзд · 3 из 5 звёзд · 3 из 5 звёзд · 3 из 5 звёзд · 3 из 5 звёзд |
| Los Angeles Times    | 2,5 из 4 звёзд · 2,5 из 4 звёзд · 2,5 из 4 звёзд · 2,5 из 4 звёзд        |
| Metro                | 4/5                                                                      |
| NME                  | 6/10                                                                     |
| The Observer         | 3 из 5 звёзд · 3 из 5 звёзд · 3 из 5 звёзд · 3 из 5 звёзд · 3 из 5 звёзд |
| PopMatters           | 5/10                                                                     |

18 Months получил смешанные отзывы от музыкальной прессы. Агрегатор рецензий Metacritic, на базе 17 обзоров оценил альбом на 57 баллов из 100.

## Коммерческие показатели
В первую неделю продаж по данным UK Albums Chart разошлось 52 356 копий пластинки. На следующей неделе альбом спустился на четвёртое место, разойдясь тиражом 34 734 копии. На третьей неделе он спустился на девятое место с 24 689 проданными копиями. В начале января 2013 года альбом вернулся на первое место чарта, чтобы на следующей спуститься на второе. 18 Months был продан в объёме 543,000 копий в Англии к апрелю 2013.

## Список композиций
| №   | Название                   | Автор(ы)                                             | При участии                    | Длительность |
| --- | -------------------------- | ---------------------------------------------------- | ------------------------------ | ------------ |
| 1.  | «Green Valley»             | Кельвин Харрис                                       |                                | 1:49         |
| 2.  | «Bounce»                   | Харрис                                               | Kelis                          | 3:42         |
| 3.  | «Feel So Close»            | Харрис                                               |                                | 3:26         |
| 4.  | «We Found Love»            | Харрис                                               | Рианна                         | 3:35         |
| 5.  | «We'll Be Coming Back»     | Харрис, Эллиот Глив                                  | Example                        | 3:54         |
| 6.  | «Mansion»                  | Харрис                                               |                                | 2:07         |
| 7.  | «Iron»                     | Ники Ромеро, Харрис                                  | Ники Ромеро                    | 3:39         |
| 8.  | «I Need Your Love»         | Харрис, Элли Голдинг                                 | Элли Голдинг                   | 3:54         |
| 9.  | «Drinking from the Bottle» | Харрис, Тайни Темпа, Марк Кнайт, Джэймс Ф. Рэйнольдс | Тайни Темпа                    | 4:00         |
| 10. | «Sweet Nothing»            | Харрис, Флоренс Уэлч, Том Халл                       | Флоренс Уэлч                   | 3:32         |
| 11. | «School»                   | Харрис                                               |                                | 1:47         |
| 12. | «Here 2 China»             | Харрис, Диллон Фрэнсис, Dizzee Rascal                | Диллон Фрэнсис и Dizzee Rascal | 2:32         |
| 13. | «Let's Go»                 | Харрис, Ne-Yo                                        | Ne-Yo                          | 3:52         |
| 14. | «Awooga»                   | Харрис                                               |                                | 3:51         |
| 15. | «Thinking About You»       | Харрис, Айя Марар                                    | Айя Марар                      | 4:07         |

| №  | Название                     | Длительность |
| -- | ---------------------------- | ------------ |
| 1. | «18 Months» (Continuous Mix) | 52:54        |

| №   | Название                                              | Featured artist(s) | Длительность |
| --- | ----------------------------------------------------- | ------------------ | ------------ |
| 16. | «Bounce» (R3hab Remix)                                | Kelis              | 5:24         |
| 17. | «We Found Love» (Extended Mix)                        | Rihanna            | 5:45         |
| 18. | «We'll Be Coming Back» (Original Extended Mix)        | Example            | 6:33         |
| 19. | «We'll Be Coming Back» (Майкл Вудс Remix)             | Example            | 5:20         |
| 20. | «Sweet Nothing» (Extended Mix)                        | Флоренс Уэлч       | 5:22         |
| 21. | «Let's Go» (Extended Mix)                             | Ne-Yo              | 6:00         |
| 22. | «Awooga» (Extended Mix)                               |                    | 7:14         |
| 23. | «18 Months» (Continuous Mix)                          |                    | 52:54        |
| 24. | «Bounce (Director's Cut)» (music video)               | Kelis              | 4:29         |
| 25. | «Feel So Close (Director's Cut)» (music video)        |                    | 4:06         |
| 26. | «Let's Go (Director's Cut)» (music video)             | Ne-Yo              | 7:26         |
| 27. | «We'll Be Coming Back (Director's Cut)» (music video) | Example            | 4:07         |
| 28. | «Sweet Nothing (Director's Cut)» (music video)        | Florence Welch     | 4:28         |

| №   | Название                                     | При участии    | Длительность |
| --- | -------------------------------------------- | -------------- | ------------ |
| 16. | «Bounce» (R3hab Remix)                       | Kelis          | 5:24         |
| 17. | «Feel So Close» (Бенни Бенасси Remix)        |                | 5:20         |
| 18. | «We'll Be Coming Back» (Michael Woods Remix) | Example        | 5:20         |
| 19. | «Sweet Nothing» (Tiësto Remix)               | Florence Welch | 5:08         |

Примечание
- Видеоклипы на песни «Bounce», «Feel So Close», «Let’s Go», «We’ll Be Coming Back» и «Sweet Nothing» были доступны для загрузки с официального сайта Харриса после приобретения альбома.

## Чарты

### Недельные чарты
| Чарт (2012—2013)                          | Наивысшее место |
| ----------------------------------------- | --------------- |
| Австралийский альбомный чарт              | 5               |
| Австралийский танцевальный альбомный чарт | 1               |
| Австрия                                   | 52              |
| Бельгия (Фландрия)                        | 50              |
| Бельгия (Валлония)                        | 44              |
| Канада                                    | 8               |
| Нидерланды                                | 48              |
| Франция                                   | 110             |
| Германия                                  | 63              |
| Ирландия                                  | 2               |
| Япония                                    | 28              |
| Мексика                                   | 84              |
| Новая Зеландия                            | 4               |
| Шотландия                                 | 1               |
| Испания                                   | 72              |
| Швейцария                                 | 30              |
| UK Albums Chart                           | 1               |
| UK Dance Albums Chart                     | 1               |
| US Billboard 200                          | 19              |
| US Dance/Electronic Albums                | 1               |

### Годовые чарты
| Чарт (2012)                               | Место |
| ----------------------------------------- | ----- |
| Австралийский альбомный чарт              | 79    |
| Австралийский танцевальный альбомный чарт | 8     |
| UK Albums Chart                           | 17    |

## Сертификации
| Регион | Сертификация | Продажи |
| --- | ------------ | ------- |
| Австралия (ARIA) | Золотой      | 35 000^ |
| Ирландия (IRMA) | Золотой      | 7500^   |
| Новая Зеландия (RMNZ) | Золотой      | 7500^   |
| * Данные о продажах приведены только на основе сертификации. ^ Данные о тиражах приведены только на основе сертификации. |              |         |